# Ascagilis bipolaris
Ascagilis bipolaris är en svampart som beskrevs av K.D. Hyde 1992. Ascagilis bipolaris ingår i släktet Ascagilis och familjen Aliquandostipitaceae.   Inga underarter finns listade i Catalogue of Life.